# Orphana wagenknechti
Orphana wagenknechti är en biart som beskrevs av Rozen 1971. Orphana wagenknechti ingår i släktet Orphana och familjen grävbin. Inga underarter finns listade i Catalogue of Life.